# Trận Bangkusay 1571
Trận Bangkusay diễn ra vào ngày 3 tháng 6 năm 1571, đánh dấu sự kháng cự cuối cùng của người bản địa Philippines chống việc chiếm đóng Manila của người Tây Ban Nha. Quân Tây Ban Nha được chỉ huy bởi Miguel López de Legazpi, lực lượng bản địa được dẫn dắt bởi Tarik Sulayman, thủ lĩnh của vùng đất ngày nay là Macabebe. Ông từ chối liên minh với Tây Ban Nha quyết định một cuộc tấn công tại eo biển Bangkusay. Lực lượng của ông đã bị đánh bại, và bản thân ông đã bị giết chết. Chiến thắng Tây Ban Nha tại Bangkusay cho phép người Tây Ban Nha thiết lập quyền lực ở vùng Manila.

## Bối cảnh
Miguel López de Legazpi tìm kiếm một nơi thích hợp để xây dựng thủ đô của mình sau khi bị buộc phải di chuyển từ Cebu đến Panay bởi sự đe dọa của quân Bồ Đào Nha. Ông phát hiện vị trí tiềm năng của một vương quốc trong đảo Luzon. Ban đầu, De Goiti neo hạm đội tại Cavite, đã cố gắng để thiết lập quyền lực của mình một cách hòa bình bằng cách gửi một thông điệp hòa bình đến Maynila. Sulayman Rajah, người cai trị ở đó sẵn sàng chấp nhận quan hệ hữu nghị với người Tây Ban Nha nhưng không muốn mất chủ quyền của họ. Do đó, Sulayman tiến hành chiến tranh. Kết quả là De Goiti và quân đội của ông bị tấn công tại Maynila tháng 6 năm 1570. Họ chạy trốn.

## Diễn biến và kết quả
Năm 1571, người Tây Ban Nha trở lại với lực lượng của họ (bao gồm 27 tàu, 280 lính Tây Ban Nha và 600 quân đồng minh bản địa), lần này do Legazpi chỉ huy. Nhìn thấy quân Tây Ban Nha, người dân địa phương đốt thành phố và chạy trốn đến Tondo. Người Tây Ban Nha chiếm đóng những tàn tích của Maynila và thành lập một khu định cư ở đó. Ngày 19 tháng 5 năm 1571, Legaspi đặt tên thành phố là thuộc địa Manila. Danh hiệu đã được chính quyền Tây Ban Nha chứng nhận 19 tháng 6 năm 1572. Manila đã trở thành cảng trung chuyển thuộc địa ở Viễn Đông. Đường hàng hải Manila- Acapulco giữa Philippines và Mexico phát triển mạnh mẽ sau đó.
Tuy nhiên, một thủ lĩnh tộc Kapampangan của bộ lạc Macabebe là Tarik Sulayman, từ chối nộp cho Tây Ban Nha và tập hợp một lực lượng chiến tranh.
Ngày 3 tháng 6 năm 1571, Tarik Sulayman được hỗ trợ bởi Rajah Sulayman, dẫn đầu quân đội của mình xuống sông Pampanga và chiến đấu trong trận chiến vịnh Bangkusay, ngoài khơi cảng Tondo. Các tàu Tây Ban Nha, dẫn đầu bởi Martin de Goiti, được lệnh chặn hai đầu để bao vây. Điều này thành công và tàu thuyền chiến đấu của người bản địa bị tiêu diệt.